# Condado de Johnson (Nebraska)
O Condado de Johnson é um dos 93 condados do estado norte-americano de Nebraska. A sede do condado é Tecumseh, que é também a sua maior cidade. O condado tem uma área de 881 km² (dos quais 23 km² estão cobertos por água), uma população de 4488 habitantes, e uma densidade populacional de 5 hab/km² (segundo o censo nacional de 2000). Foi fundado em 1855 e o seu nome é uma homenagem a Richard Mentor Johnson (1780/81-1850), que foi vice-presidente dos Estados Unidos entre 1837 e 1841.